# Fake It
«Fake It» — первый сингл музыкальной группы Seether из альбома 2007 года Finding Beauty in Negative Spaces. Сингл достиг № 56 в еженедельном хит-параде Billboard Hot 100 и стал первым в Hot Mainstream Rock Tracks.
Оригинальная версия песни была впервые записана в спальне певца Шона Моргана и представляла собой эксклюзивный бонус-трек iTunes под названием "Quirk", включенный в предварительные заказы альбома Finding Beauty in Negative Spaces.

## Музыкальный видеоклип
Музыкальный клип, режиссером которого был Тони Петросян, дебютировал на сайте Seether в рамках "всемирной фан-премьеры" 23 октября 2007 года, в тот же день, когда был выпущен альбом. На ней Шон Морган снимает музыкальное видео на съёмочной площадке самолёта, а вокруг него соблазнительно танцуют девушки.

## Позиции в чартах
Сингл держался на первом месте около 14 недель на Hot Mainstream Rock Tracks. Он также провел на вершине 8 недель в Hot Modern Rock Tracks.
| Чарт (2007—2008)                 | Позиция |
| -------------------------------- | ------- |
| Австралийский ARIA Singles Chart | 49      |
| Billboard Canadian Hot 100       | 38      |
| Новозеландский RIANZ             | 14      |
| Billboard Mainstream Rock Tracks | 1       |
| Active Rock                      | 1       |
| Billboard Modern Rock Tracks     | 1       |
| Billboard Pop 100                | 59      |
| Billboard Hot 100                | 56      |

## В культуре
В 2008 году композиция стала официальной песней ежегодного мероприятия WWE No Way Out, которое состоялось 17 февраля 2008 года в Лас-Вегасе. «Fake It» также появилась в видео-игре Burnout Paradise как саундтрек, и заняла десятое место в «Топе-10 песен, появившихся в гоночных играх». 8 июня 2010 года песня стала доступна через Rock Band Network для игры Rock Band 2, а 10 февраля 2015 года была выпущена в качестве DLC для игры Rocksmith 2014.